# Estadio Municipal Leonel Sánchez Lineros
El Estadio  Municipal Leonel Sánchez Lineros es un recinto deportivo de la Región Metropolitana, administrado por la municipalidad de Recoleta. Su nombre recuerda al exfutbolista Leonel Sánchez, quien fuera una de las figuras de la selección chilena en la Copa Mundial de Fútbol de 1962 disputada en Chile.
Allí hace de local el equipo de la comuna de Recoleta, Deportes Recoleta, que milita en la  Primera B de Chile, segunda categoría del fútbol chileno.
Fue inaugurado en el año 1945 según los registros de la Municipalidad de Recoleta.

## Capacidad
Cuenta con una capacidad total para 2000 espectadores.

## Espectáculos
Es utilizado para los encuentros de local de Deportes Recoleta.